# Tecumseh (Míchigan)
Tecumseh es una ciudad ubicada en el condado de Lenawee en el estado estadounidense de Míchigan. En el Censo de 2010 tenía una población de 8521 habitantes y una densidad poblacional de 553,59 personas por km².

## Geografía
Tecumseh se encuentra ubicada en las coordenadas 42°0′22″N 83°56′40″O / 42.00611, -83.94444. Según la Oficina del Censo de los Estados Unidos, Tecumseh tiene una superficie total de 15.39 km², de la cual 14.77 km² corresponden a tierra firme y (4.06%) 0.62 km² es agua.

## Demografía
Según el censo de 2010, había 8521 personas residiendo en Tecumseh. La densidad de población era de 553,59 hab./km². De los 8521 habitantes, Tecumseh estaba compuesto por el 96.02% blancos, el 0.4% eran afroamericanos, el 0.43% eran amerindios, el 0.73% eran asiáticos, el 0.01% eran isleños del Pacífico, el 0.83% eran de otras razas y el 1.57% pertenecían a dos o más razas. Del total de la población el 4.45% eran hispanos o latinos de cualquier raza.